# Angélique Arnauld
Angélique (Jacqueline Marie) Arnauld – Matka Angelika (ur. 8 września 1591 w Paryżu – zm. 6 sierpnia 1661 w Port-Royal) – cysterka, siostra Antoine’a.
W 1602 wstąpiła do Port-Royal. W opactwie została ksienią i wówczas rozpoczęła reformę swojego zakonu. Wraz z biskupem Zametem z Langres zreformowała regułę zakonną. Czas największej reformy przypadł na lata 1620–1630. W 1635 przewodnictwo duchowe nad opactwem powierzyła Saint-Cyranowi wprowadzając tym samym jansenizm do Port-Royal.